# Blaesoxipha gerasimovi
Blaesoxipha gerasimovi är en tvåvingeart som först beskrevs av Boris Borisovitsch Rohdendorf 1937.  Blaesoxipha gerasimovi ingår i släktet Blaesoxipha och familjen köttflugor.
Artens utbredningsområde är Uzbekistan. Inga underarter finns listade i Catalogue of Life.